# Arnaud de Wildenberg
Arnaud de Wildenberg, né le 8 juin 1954 à Saint-Corneille dans la Sarthe, est un photographe et photojournaliste français.

## Biographie
Arnaud de Wildenberg fait des études de droit pendant quatre ans et obtient une maîtrise à l'université Paris II-Assas. Mais il délaisse vite la voie dans laquelle sa formation de juriste aurait dû le conduire, et commence à exercer comme reporter photographe, d'abord comme pigiste à l'agence Sipa Press dès 1977. En 1979, il part en Afghanistan et photographie le premier hélicoptère soviétique abattu par les moudjahidines. La photo fait le tour du monde et lui permet d'entrer à Gamma où il reste jusqu'en 1981. Entre 1981 et 1984 il travaille pour l'agence Sygma. Pendant toutes ces années, il parcourt le monde au gré des événements de l'actualité et réalise des reportages sur les guerres au Liban, en Afghanistan, la guerre Iran-Irak, les maquis kurdes, au Cambodge etc…  Son reportage sur la famine en Ouganda lui vaudra d'obtenir le 1er Grand prix Paris Match du photojournalisme en 1980.
En 1985, il décide d'abandonner le reportage de guerre et son lot de peurs, de violences et de stress pour devenir photographe indépendant et se tourne vers le reportage magazine. Il collabore notamment avec des magazines comme Le Figaro Magazine, The Sunday Times Magazine, Bunte etc. Pendant cette période, il photographie notamment des expéditions au Groenland, en Amazonie ou encore les chasseurs à l'aigle au Kazakhstan.
En 2000, il embarque sa femme et leurs trois jeunes fils pour s'installer à Belle-Île-en-Mer où il se forme à la navigation et devient moniteur-guide de pêche,.

## Expositions
- 2014 : Quand l'Océan se met en colère, Galerie HB, Biarritz
- 2017 : Quand la mer se met en colère, Fort du Loc'h, Guidel[5]

## Récompenses et distinctions
- 1981 : Grand prix Paris Match du photojournalisme pour « Ouganda, la famine[2]. »
- 1983 : 3e prix au World Press Photo pour une photo de Lech Wałęsa retrouvant sa famille après 11 mois d'internement dans le sud-est de la Pologne [6]
- 1990 : 3e prix au World Press Photo conjointement avec Philippe Bourseiller pour « Une expédition au Groënland sous la glace[7] »

## Publications
- Médecins sans frontières : dans leur salle d'attente, 2 milliards d'hommes, collectif, Le Chêne, 1981  (ISBN 978-2-85108-316-6)